# Sofia Sjapatava
Sofia Sjapatava (Georgisch: სოფია შაფათავა) (Tbilisi, 12 januari 1989) is een professioneel tennisspeelster uit Georgië.
Ze begon op tienjarige leeftijd met tennis.

## Posities op deWTA-ranglijst
Positie per einde seizoen:
| jaar | rang enkelspel | rang dubbelspel |
| ---- | -------------- | --------------- |
| 2016 | 201            | 193             |
| 2015 | 238            | 132             |
| 2014 | 210            | 173             |
| 2013 | 224            | 212             |
| 2012 | 290            | 282             |
| 2011 | 287            | 191             |
| 2010 | 272            | 240             |
| 2009 | 344            | 272             |
| 2008 | 255            | 299             |
| 2007 | 408            | 666             |
| 2006 | 689            | 778             |
| 2005 | 1019           | –               |
| 2004 | 1101           | –               |

## Resultaten grandslamtoernooien
| Legenda | Legenda                          |
| ------- | -------------------------------- |
| g.t.    | geen toernooi gehouden           |
| l.c.    | lagere categorie                 |
| –       | niet deelgenomen                 |
| G       | uitgeschakeld in de groepsfase   |
| 1R      | uitgeschakeld in de eerste ronde |
| 2R      | uitgeschakeld in de tweede ronde |
| 3R      | uitgeschakeld in de derde ronde  |
| 4R      | uitgeschakeld in de vierde ronde |
| KF      | uitgeschakeld in de kwartfinale  |
| HF      | uitgeschakeld in de halve finale |
| F       | de finale verloren               |
| W       | het toernooi gewonnen            |
| w-v     | winst/verlies-balans             |

### Enkelspel
| Toernooi        | 2014 |
| --------------- | ---- |
| Australian Open | –    |
| Roland Garros   | 1R   |
| Wimbledon       | –    |
| US Open         | –    |